# Voinémont
Voinémont település Franciaországban, Meurthe-et-Moselle megyében. Lakosainak száma 333 fő (2022. január 1.). Voinémont Benney, Ceintrey és Lemainville községekkel határos.

## Népesség
A település népessége az elmúlt években az alábbi módon változott:
| Lakosok száma | 179  | 240  | 269  | 339  | 341  | 333  | 331  | 330  | 332  | 333  |
|               | 1968 | 1982 | 1990 | 2006 | 2013 | 2015 | 2017 | 2019 | 2020 | 2022 |